# Moon Sung-min
Moon Sung-min (kor.: 문성민; * 14. September 1986 in Busan, Südkorea) ist ein südkoreanischer Volleyballspieler. In der Saison 2008/09 spielte er beim VfB Friedrichshafen als Diagonalangreifer.

## Karriere
Moon spielt seit 1998 Volleyball. Mit der Volleyballnationalmannschaft von Südkorea bestritt er 61 Länderspiele. Er war der beste Punktesammler und Aufschlagspieler der Volleyball-Weltliga 2008, erreichte den 10. Platz beim World Cup 2007 und den 1. Platz der Asienspiele 2006. Im Jahr 2009 holte er mit dem VfB Friedrichshafen den deutschen Meistertitel.